# Крестон, Сюзанна
Сюзанна Крестон (фр. Suzanne Creston; 8 июня 1899, Париж — 14 июля 1979, Конн-Кур-сюр-Луар) — бретонская художница-гончар.

## Биография
В 1923 году вместе с Жанной Маливел и Рене-Ивом Крестоном она основала движение Seiz Breur («Союз семи братьев»), объединившее несколько десятков бретонских художников, стремившихся творить на благо Бретани.
С помощью Маргерит Гурлауэн она продолжила деятельность братства Nadoziou («Иглы»), продвигая творчество Жоржа Робена, связанное с ткачеством.